# Slavče
Slavče (en allemand : Slabsch) est une commune du district de České Budějovice, dans la région de Bohême-du-Sud, en République tchèque. Sa population s'élevait à 725 habitants en 2023.

## Géographie
Slavče se trouve à 6 km au sud-sud-ouest de Trhové Sviny, à 23 km au sud-est de České Budějovice et à 143 km au sud de Prague.
La commune est limitée par Trhové Sviny au nord, par Čížkrajice à l'est, par Kamenná, Benešov nad Černou et Soběnov au sud, et par Besednice et Ločenice à l'ouest.

## Histoire
La première mention écrite du village date de 1394.

## Administration
La commune se compose de six sections :
- Dobrkovská Lhotka
- Keblany
- Lniště
- Mohuřice
- Slavče
- Záluží

## Galerie

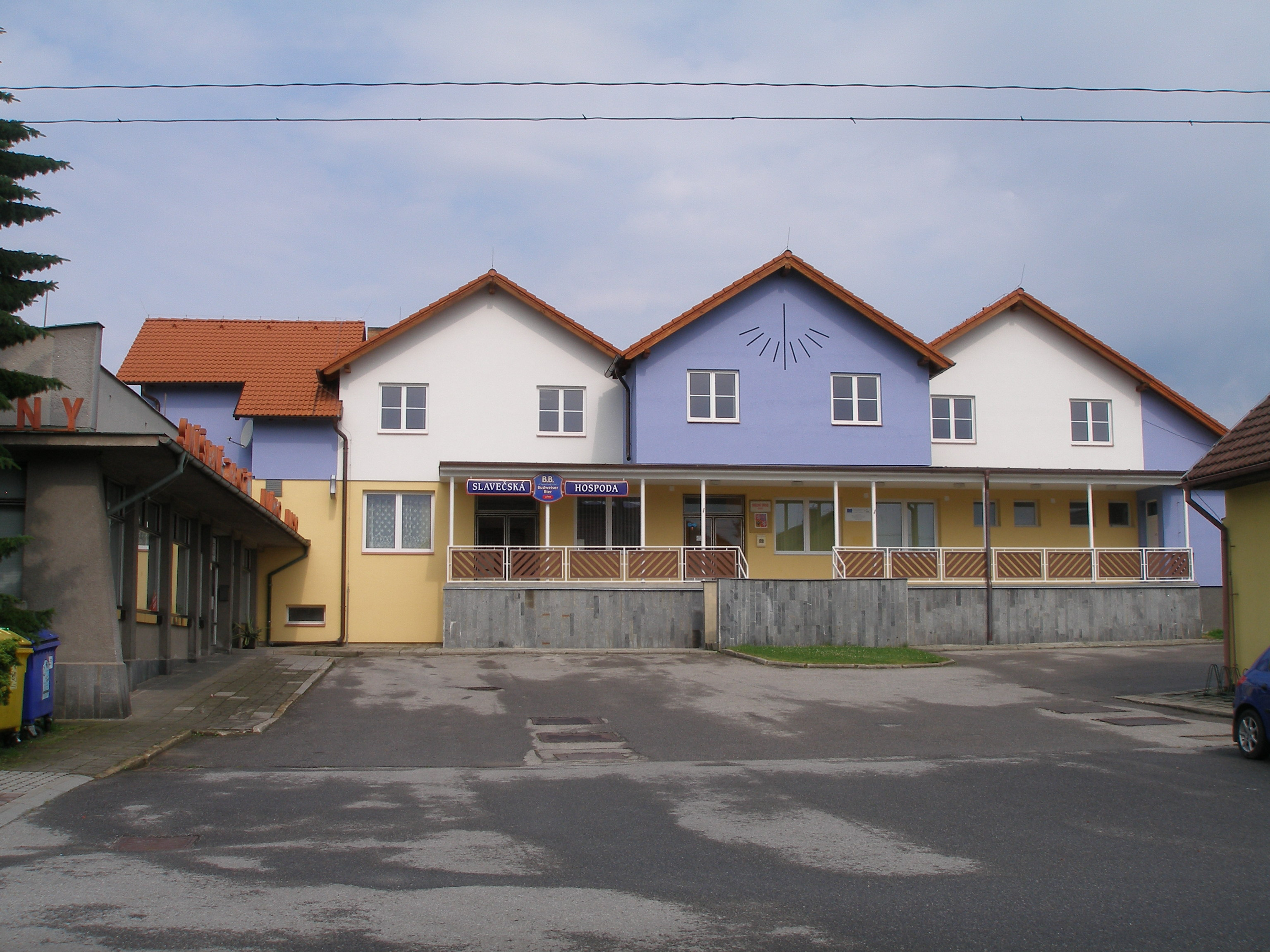
Mairie de Slavče.
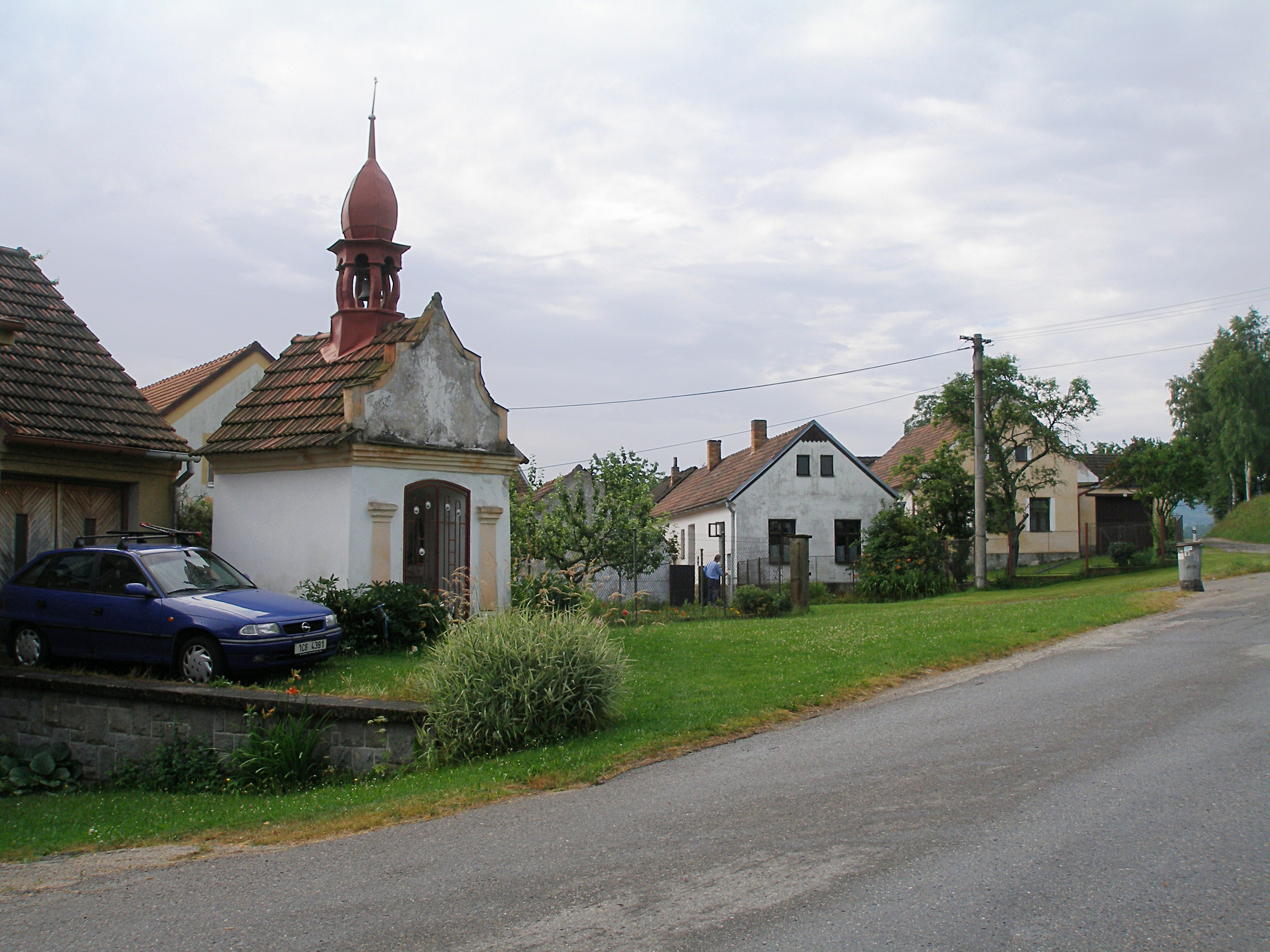
Chapelle sur la place de Záluží.

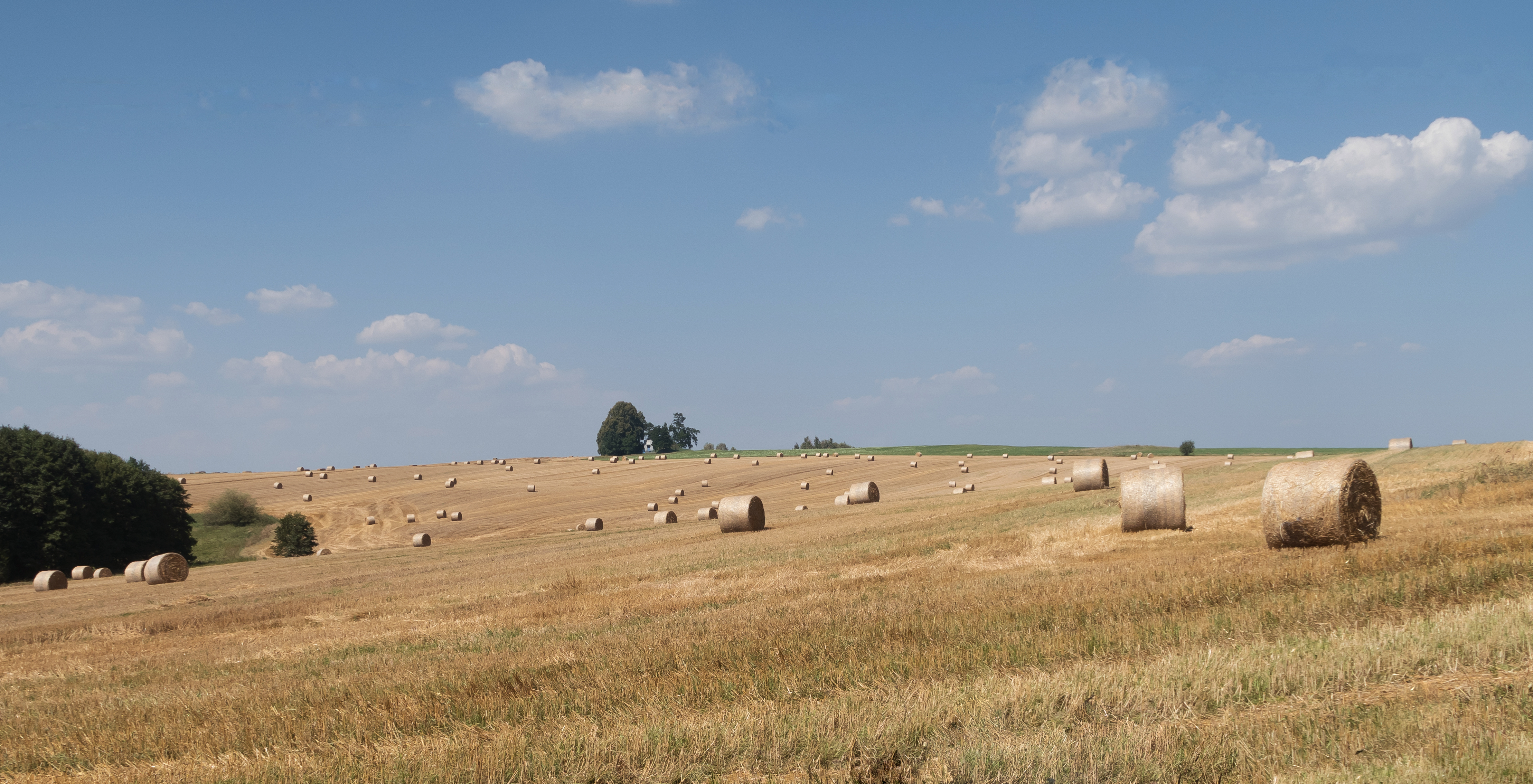
Paysage entre Mohuřice et Trhové Sviny.

## Transports
Par la route, Staré Hodějovice se trouve à 8 km de Havlíčkův Brod, à 8 km de Český Krumlov, à 6,5 km de České Budějovice et à 155 km de Prague.